# Thari Mirwah
Thari Mirwah (en ourdou : ٹھری میرواہ) ou plus simplement Thari est une ville pakistanaise située dans le district de Khairpur, dans le nord de la province du Sind. C'est la quatorzième plus grande ville du district. Elle est située à près de soixante-dix kilomètres au sud de Khairpur.
La ville est située sur la route S–31, reliant Khairpur à Nawabshah.
La population de la ville a peu évolué entre 1981 et 2017, passant de 22 591 habitants à 23 669. En revanche, entre 1998 et 2017, la croissance annuelle moyenne s'affiche à 5,7 %, bien supérieure à la moyenne nationale de 2,4 %. Selon le recensement de 2023, la population de la ville monte à 25 264 habitants.
|            | 1981 (rec.) | 1998 (rec.) | 2017 (rec.) | 2023 (rec.) |
| ---------- | ----------- | ----------- | ----------- | ----------- |
| Population | 22 591      | 8 314       | 23 669      | 25 264      |